# 김선옥 (1958년)
김선옥(金善玉, 1958년 1월 5일, 전라남도 순천시 ~ )은 대한민국의 정치인이다. 제3대 광주 서구의원, 제4대 전라남도의원을 지냈다.

## 학력
- 순천여자고등학교 졸업
- 5년제 한국방송통신대학교 행정학과 학사 졸업

### 비학위 수료
- 2006 전남대학교 행정대학원 지방자치전공 석사 졸업

## 경력
- 아시아문화예술협회 이사장
- 광주광역시 서구 사회복지협의회 회장
- 광주YMCA 서구문화센터 운영위원
- 광주광역시 연구개발특구 추진위원
- 광주·전남 발전연구원 이사
- 광주비엔날레 이사
- 아름다운가게 광주·전남본부 운영위원
- 광주·전남여성단체연합 정책위원
- 장애우권익문제연구소 이사
- 광주·전남 발전정책포럼 시민사회위원장
- 우리겨레하나되기운동본부 공동대표
- 호남대학교 초빙교수
- 민주당 노무현 대통령 후보 광주 여성특보
- 1998.07 ~ 2002.06 제3대 광주광역시 서구의회 의원
- 2002.07 ~ 2006.06 제4대 광주광역시의회 의원
- 제4대 광주광역시의회 행정자치위원회 위원장
- 제4대 광주광역시의회 문화수도특별위원회 위원장
- 2006 지방선거 여성출마자연대 공동대표
- 민주당 광주시당 서구 갑 지역위원회 부위원장
- 제18대 총선 조영택 국회의원 후보 선거대책본부장
- 2010 광주광역시 서구청장 후보

## 역대 선거 결과
|  | 55.46% |

|  | 54.76% |

|  | 34.62% |

|  | 24.03% |